# کوکی آریتا
کوکی آریتا (انگلیسی: Koki Arita؛ زادهٔ ۲۳ سپتامبر ۱۹۹۱) بازیکن فوتبال اهل ژاپن است.
از باشگاه‌هایی که در آن بازی کرده‌است می‌توان به باشگاه فوتبال ویسل کوبه اشاره کرد.